# 通江口镇
通江口镇，是中华人民共和国辽宁省铁岭市昌图县下辖的一个乡镇级行政单位。

## 行政区划
通江口镇下辖以下地区：
义兴村、白家村、孤榆树村、通江口村、黄家村、边家村、歪脖树村、宏胜村、建设村、四方村、新立屯村、东广宁村、长岭子村、小房身村、敖家屯村和长发岭村。